# Fannia abnormis
Fannia abnormis är en tvåvingeart som först beskrevs av Stein 1900.  Fannia abnormis ingår i släktet Fannia och familjen takdansflugor. Inga underarter finns listade i Catalogue of Life.